# Райгородоцька сільська територіальна громада
Райгородоцька сільська територіальна громада — територіальна громада в Україні, в Бердичівському районі Житомирської області. Адміністративний центр — с. Райгородок.

## Площа та населення
Площа території — 253,3 км², кількість населення — 7 198 осіб (2020).
Станом на 2018 рік, площа території громади становила 148,86 км², населення — 3 789 мешканців (2018).

## Населені пункти
До складу громади входять 21 село: Андріяшівка, Бенедівка, Бистрик, Богданівка, Буряки, Велика П'ятигірка, Гардишівка, Житинці, Костянтинівка, Кустин, Лемеші, Лісова Слобідка, Лісове, Любомирка, Маркуші, Мартинівка, Мирне, Обухівка, Озадівка, Райгородок та Романівка.

## Старостинські округи
- Андріяшівський (села Андріяшівка, Буряки, Лемеші, Мартинівка)
- Бистрицький (села Бистрик, Житинці)
- Великоп'ятигірський (села Велика П’ятигірка, Лісове, Мирне, Любомирка)
- Гардишівський (села Гардишівка, Кустин)
- Маркушівський (села Маркуші, Обухівка)
- Озадівський (села Озадівка, Лісова Слобідка, Костянтинівка, Богданівка)
- Романівський (села Романівка, Бенедівка)[4]

2021 року було ліквідовано Буряківський старостинський округ, села увійшли до складу Андріяшівського округу.

## Історія
Утворена до 20 серпня 2018 року шляхом об'єднання Андріяшівської, Буряківської, Великоп'ятигірської, Маркушівської та Райгородоцької сільських рад Бердичівського району.
Відповідно до розпорядження Кабінету Міністрів України № 711-р від 12 червня 2020 року «Про визначення адміністративних центрів та затвердження територій територіальних громад Житомирської області», до складу громади були включені територія та населені пункти Бистрицької, Гардишівської, Озадівської та Романівської сільських рад Бердичівського району.
Відповідно до постанови Верховної Ради України від 17 червня 2020 року «Про утворення та ліквідацію районів», громада увійшла до складу новоствореного Бердичівського району Житомирської області.